# Villy E. Risør
Villy Emil Risør (f. 29. december 1910 i Vejle–13. november 1998 i Vejle) var direktør for Villy E. Risør A/S i Smørum (engros-trælasthandel). Han blev kendt som »træmand«, globetrotter, foredragsholder og forfatter af både skøn- og faglitteratur.
Villy Risør blev født som søn af tømrermester Thorsten Mikkelsen, Nyboesgade 36 i Vejle, og hustru Nielsine Marie Christensen. Familien flyttede i Villys tidlige barndom til København og fik i 1918 af Københavns Overpræsidium bevilget navneændring fra Mikkelsen til Risør. Familiens ambitioner førte til, at Villy kom i gymnasiet og tog sproglig studentereksamen fra Vestre Borgerdydskole i 1929 og fik arbejde på et kontor i betonbranchen. Han blev senere ansat inden for træbranchen og blev også sælger og repræsentant hos Hindenburgs Eftf., en halv snes år inden han i 1945 grundlagde Risør – Træ & Finér, der importerede oversøiske træsorter. Han boede i Bagsværd, indtil han i 1972 flyttede tilbage til barndomsbyen og bosatte sig i Bredballe. I 1985 lagde han arbejdet på hylden; men som pensionist deltog han bl.a. i debatten om skovsaneringen mod Vejle Fjord.
Villy Risør har gennem et langt liv arbejdet med træ, levet af og for træ og har på sine mange rejser haft lejlighed til at studere træ i alle verdensdele. Især de 600 arter, som indgår i den internationale træhandel, har han beskrevet i sin store bog "Træhåndbogen", som er en skattet opslagsbog inden for træfagene. Han har ud over 18 bøger skrevet en række artikler om rejser og om træ, om skovene og deres truede fremtid ved rovdrift, som han fik øjnene op for. Han har oplyst om træ og skovbrug ved sin foredragsvirksomhed rundt i Danmark, altid ledsaget af filmforevisning om træets vej fra Afrika og Østen til Danmark.
Risør var også aktiv esperantist.

## Udvalgte udgivelser
- 1952 udgivet bogen "Hårdttræ. Orientering".
- 1953 udgivet erindringer: "Træmandens Afrika" (rejseberetning).
- 1956 "Så dyb er natten" (noveller).
- 1957 "Undervejs med træmanden" (rejseberetning).
- 1961 "Træbogen".
- 1962 "Elefanter, teak og slangekys (rejseberetning).
- 1966 "Træhåndbogen".
- 1970 "Mellemspil. Modus vivendi" (erindringer).
- 1980 "Træhåndbogen", 2. udgave. ISBN 87-418-2845-3
- 1985 "1001 slags træ".
- 1987 "Træordbog: Danske, tyske, engelske, franske træudtryk". ISBN 87-418-8138-9